# منطقه حفاظت‌شده ایوری
منطقه حفاظت‌شده ایوری (به لاتین: Iori Managed Reserve) یک منطقه حفاظت‌شده در گرجستان است که در کاختی واقع شده‌است.